# Alexander Klapproth
Alexander Klapproth (* 19. Dezember 1956 in Luzern) ist ein Schweizer Elektroingenieur. Er war bis 2017 Professor an der Hochschule Luzern – Technik & Architektur (HSLU) und dort seit 2008 Leiter des Smart-Home-Forschungslabors iHomeLab.

## Werdegang
Klapproth studierte Elektrotechnik und schloss 1982 als Diplom-Elektroingenieur (Dipl. El. Ing.) an der ETH Zürich ab.
Klapproth arbeitete nach dem Studium in der Privatwirtschaft und wurde 1994 Dozent an der HSLU. 1999 wurde er Leiter des HSLU-Forschungslabors CEESAR (Swiss Center of Excellence for Embedded Systems Applied Research), aus dem 2008 das iHomeLab mit dem Forschungsschwerpunkt Gebäude-Intelligenz entstand. Das Labor hat 25 Mitarbeiter (Stand 2016). 
Seit 2011 ist Klapproth Mitglied des European Network of Living Labs (ENoLL).

## Publikationen (Auswahl)
- mit Edith Birrer, Cyril Picard, Patrick Huber, Daniel Bolliger: Demand response optimized heat pump control for service sector buildings : A Modular Framework for Simulation and Building Operation. Computer science – research and development, 2016, 1–10.
- mit M. Sh. Levin, A. Andrushevich: Composition of a Management System for Smart Homes. In: Information Processes (Electronic Scientific Journal). Heft 10, 2010, 78–86.
- mit J. Hopf: iHomeRescue – Ein multimedial vernetztes Sicherheitskonzept. AAL Forum, Berlin 2011.
- mit E. Portmann, A. Andrushevich, R. Kistler: Prometheus – Fuzzy Information Retrieval for Semantic Homes and Environments. 3rd International Conference on Human System Interaction, Rzeszów PL 2010.
- mit S. Knauth, M. Venetz, S. Bissig, R. Kistler, D. Käslin: Miniaturisierter Funksensor. In: Mechatronik F&M. Heft 5, 2007, S. 54–56, Carl Hanser Verlag, München.